# Instituto de Física Corpuscular
El Instituto de Física Corpuscular (IFIC) es un instituto mixto del Consejo Superior de Investigaciones Científicas (CSIC) y la Universidad de Valencia (UV), dedicado a la física de partículas y nuclear, experimental y teórica. 
Su campo de estudio incluye la física de altas energías, nuclear y astropartículas.

## Historia
En 1950 el profesor   Joaquín Catalá formó un grupo en Valencia para estudiar los núcleos atómicos y las partículas elementales empleando emulsiones nucleares.
Catalá trabajó en Bristol con el Premio Nobel de Física  C.F. Powell. El grupo del profesor Catalá operó primero como una división local del Instituto de Óptica "Daza de Valdés" que pertenece al CSIC. Uno de los estudiantes de Catalá que formaba parte del grupo, Fernando Senent, posteriormente profesor y director del Instituto, fue el primer español en realizar una tesis en Partículas y Física Nuclear Experimental.
Fue en 1960 cuando el Instituto recibe el nombre de IFIC, Instituto de Física Corpuscular, tal y como se le conoce a día de hoy.
Lo que le convierte en uno de los más antiguos institutos españoles de física experimental, y el más antiguo en estudiar las partículas y la física nuclear.

## Enlaces de interés
- Página del IFIC

- Datos: Q3816891